# Tom Christiansen
Tom Christiansen (* 3. Februar 1956) ist ein ehemaliger norwegischer Skispringer.

## Werdegang
Christiansen, der für den Aarvoll IL startete, bestritt in der Weltcup-Saison 1979/80 mehrere Springen. Es waren seine einzigen Springen auf internationaler Ebene. Sein erstes Springen absolvierte er am 9. Februar 1980 im französischen Saint-Nizier. Beim Springen von der Großschanze belegte er den 6. Platz. Das zweite Springen am Folgetag konnte er gewinnen und stand so das erste und einzige Mal in seiner Karriere auf dem Podium. In den folgenden zwei Weltcup-Springen in den Schweizer Orten St. Moritz und Gstaad konnte er jeweils nur einen 13. bzw. 14. Platz erreichen. Am Ende der Saison stand Christiansen mit 40 Punkten auf Platz 27 der Weltcup-Gesamtwertung.

## Erfolge

### Weltcupsiege im Einzel
| Nr. | Datum            | Ort        | Typ           |
| --- | ---------------- | ---------- | ------------- |
| 1.  | 10. Februar 1980 | St. Nizier | Normalschanze |

### Weltcup-Platzierungen
| Saison  | Platz | Punkte |
| ------- | ----- | ------ |
| 1979/80 | 27.   | 40     |